# Улица Липатова (Казань)
Улица Липатова (тат. Липатов урамы, Lipatof uramı) — улица в посёлке Дербышки Советского района Казани.

## География
Начинаясь от Тополевой улицы, идёт параллельно железной дороге, пересекает улицы Правды, Советская, Главная и заканчивается, подходя к территории ГСК «Луч».

## История
Местность, занятая улицей, была частично заселена в 1940-е годы; в одном из бараков, которые были расположены на улице, проживал Николай Липатов, в честь которого и названа улица. Впервые улица была названа в декабре 1952 года (Железнодорожная улица); 11 ноября 1954 года она была переименована в Станционную. 4 мая 1965 года переименована в улицу Липатова.
Все дома, находящиеся вдоль улицы, построены в 1950-е и 1960-е годы (хрущёвки и малоэтажные сталинки в середине улицы); большинство «внутриквартальных» домов, имеющих адресацию по улице, относятся к 1970-м – 1980-м годам.
С момента образования улица входила в состав Советского района.

## Объекты
- № 1 — кооперативный дом.
- № 1(?) — по этому адресу находился хлебозавод № 7[11].
- №№ 1а, 2, 2а, 3, 3а, 4, 4а, 5, 9/28, 11/27, 13, 13а, 15, 15а, 17, 17а — жилые дома оптико-механического завода[12][первичный источник].
  - № 3а — в этом доме находился клуб юных техников «Орбита» при КОМЗ.[13]
- № 7а — рынок (бывший колхозный рынок № 3).
- № 19, 21, 23а — жилые дома ГИПО[14][первичный источник][15].
- № 23 — жилой дом стройтреста № 2[16].
- №№ 25, 25к2 — Казанский строительный колледж.
- №№ 25а, 25б — общежития Казанского строительного колледжа[6].

## Транспорт
По улице ходят автобусы; на остановке «жилой массив Дербышки» останавливаются автобусы №№ 1, 11, 25. Недалеко от перекрёстка с Советской улицей находится остановочный пункт 804 км Казанского отделения ГЖД.